# 地拉那理工大学
地拉那理工大学，是阿尔巴尼亚首都地拉那的一所公立大学。该校以理工科为主要特色。地拉那理工大学成立于1951年，是阿尔巴尼亚最早的大学。该校现有学生1万名，居全国第2位，仅次于地拉那大学。

## 院系设置
地拉那理工大学共有6个学院、2个研究所，分别为土木工程学院、信息技术学院、机械工程学院、地质与矿业学院、电气工程学院、数理学院、地球科学研究所、能源、水力与环境研究所。